# Lijst van presidenten van Costa Rica
Dit is een lijst van presidenten van Costa Rica vanaf de onafhankelijkheid in 1824.

## Presidenten van Costa Rica (1825-heden)

### Deelstaat van Centraal-Amerika (1825-1847)
| President                                                                  | President                          | Ambtstermijn                         | Partij      |
| -------------------------------------------------------------------------- | ---------------------------------- | ------------------------------------ | ----------- |
| Staatshoofd van Costa Rica binnen de Verenigde Staten van Centraal-Amerika |                                    |                                      |             |
|                                                                            | Juan Mora Fernández                | 14 april 1825 - 9 maart 1833         | Liberal     |
|                                                                            | José Rafael de Gallegos y Alvarado | 9 maart 1833 - 4 maart 1835          | Conservador |
|                                                                            | Manuel Fernández Chacón            | 4 maart 1835 - 5 mei 1835            | Liberal     |
|                                                                            | Nicolás Ulloa Soto                 | 1835 werd niet geaccepteerd          | Liberal     |
|                                                                            | Braulio Carrillo Colina            | 5 mei 1835 - 1 maart 1837            | Liberal     |
|                                                                            | Joaquín Mora Fernández             | 1 maart 1837 - 17 april 1837         | Liberal     |
|                                                                            | Manuel Aguilar Chacón              | 17 april 1837 - 27 mei 1838          | Liberal     |
|                                                                            | Braulio Carrillo Colina            | 27 mei 1838 - 12 april 1842          | Liberal     |
|                                                                            | Francisco Morazán Quesada          | 12 april 1842 - 11 september 1842    | Liberal     |
|                                                                            | Antonio Pinto Soares               | 11 t/m 27 september 1842             | Liberal     |
|                                                                            | José María Alfaro Zamora           | 27 september 1842 - 29 november 1844 | Liberal     |
|                                                                            | Francisco María Oreamuno Bonilla   | 29 november 1844 - 7 juni 1846       | Liberal     |
|                                                                            | José María Alfaro Zamora           | 7 juni 1846 - 8 mei 1847             | Liberal     |

### Republiek Costa Rica (1847-heden)
| President                | President                                    | Ambtstermijn                        | Partij               |
| ------------------------ | -------------------------------------------- | ----------------------------------- | -------------------- |
| President van Costa Rica |                                              |                                     |                      |
|                          | José María Castro Madriz (1818-1892)         | 8 mei 1847 - 16 november 1849       | Liberal              |
|                          | Miguel Mora Porras (1816-1887)               | 16 t/m 26 november 1849             | Liberal              |
|                          | Juan Rafael Mora Porras (1814-1860)          | 26 november 1849 - 14 augustus 1859 | Liberal              |
|                          | José María Montealegre Fernández (1815-1887) | 14 augustus 1859 - 8 mei 1863       | Liberal              |
|                          | Jesús Jiménez Zamora (1823-1897)             | 8 mei 1863 - 8 mei 1866             | Liberal              |
|                          | José María Castro Madriz (1818-1892)         | 8 mei 1866 - 1 november 1868        | Liberal              |
|                          | Jesús Jiménez Zamora (1823-1897)             | 1 november 1868 - 27 april 1870     | Liberal              |
|                          | Bruno Carranza Ramírez (1822-1891)           | 27 april 1870 - 10 augustus 1870    | Liberal              |
|                          | Tomás Guardia Gutiérrez (1831-1882)          | 10 augustus 1870 - 8 mei 1876       | Liberal              |
|                          | Aniceto Esquivel Sáenz (1824-1898)           | 8 mei 1876 - 30 juli 1876           | Liberal              |
|                          | Vicente Herrera Zeledón (1821-1888)          | 30 juli 1876 - 11 september 1877    | Conservador          |
|                          | Tomás Guardia Gutiérrez (1831-1882)          | 11 september 1877 - 6 juli 1882     | Liberal              |
|                          | Saturnino Lizano Gutiérrez (1826-1905)       | 6 t/m 20 juli 1882                  | Liberal              |
|                          | Próspero Fernández Oreamuno (1834-1885)      | 20 juli 1882 - 12 maart 1885        | Liberal              |
|                          | Bernardo Soto Alfaro (1854-1931)             | 12 maart 1885 - 7 november 1889     | Liberal              |
|                          | Carlos Duran Cartín (1852-1924)              | 7 november 1889 - 8 mei 1890        | Liberal              |
|                          | José Rodríguez Zeledón (1838-1917)           | 8 mei 1890 - 8 mei 1894             | Constitucional       |
|                          | Rafael Yglesias Castro (1861-1924)           | 8 mei 1894 - 8 mei 1902             | Civil                |
|                          | Ascensión Esquivel Ibarra (1844-1923)        | 8 mei 1902 - 8 mei 1906             | PUN                  |
|                          | Cleto González Víquez (1858-1937)            | 8 mei 1906 - 8 mei 1910             | Nacional             |
|                          | Ricardo Jiménez Oreamuno (1859-1945)         | 8 mei 1910 - 8 mei 1914             | PR                   |
|                          | Alfredo González Flores (1877-1962)          | 8 mei 1914 - 27 januari 1917        | PR                   |
|                          | Federico Tinoco Granados (1868-1931)         | 27 januari 1917 - 20 augustus 1919  | Partido Peliquista   |
|                          | Juan Bautista Quirós Segura (1853-1934)      | 20 augustus 1919 - 2 september 1919 | Partido Peliquista   |
|                          | Francisco Aguilar Barquero (1857-1924)       | 2 september 1919 - 8 mei 1920       | Nacional             |
|                          | Julio Acosta García (1872-1954)              | 8 mei 1920 - 8 mei 1924             | Constitucional       |
|                          | Ricardo Jiménez Oreamuno (1859-1945)         | 8 mei 1924 - 8 mei 1928             | PR                   |
|                          | Cleto González Víquez (1858-1937)            | 8 mei 1928 - 8 mei 1932             | PRN                  |
|                          | Ricardo Jiménez Oreamuno (1859-1945)         | 8 mei 1932 - 8 mei 1936             | PRN                  |
|                          | León Cortés Castro (1882-1946)               | 8 mei 1936 - 8 mei 1940             | PRN                  |
|                          | Rafael Ángel Calderón Guardia (1900-1970)    | 8 mei 1940 - 8 mei 1944             | PRN                  |
|                          | Teodoro Picado Michalski (1900-1960)         | 8 mei 1944 - 8 mei 1948             | PRN                  |
|                          | José Figueres Ferrer (1906-1990)             | 8 mei 1948 - 8 november 1949        | MLN                  |
|                          | Luis Rafael Otilio Ulate Blanco (1891-1973)  | 8 november 1949 - 8 november 1953   | PUN                  |
|                          | José Figueres Ferrer (1906-1990)             | 8 november 1953 - 8 mei 1958        | PLN                  |
|                          | Mario Echandi Jiménez (1915-2011)            | 8 mei 1958 - 8 mei 1962             | PUN                  |
|                          | Francisco Orlich Bolmarcich (1907-1969)      | 8 mei 1962 - 8 mei 1966             | PLN                  |
|                          | José Joaquín Trejos Fernández (1916-2010)    | 8 mei 1966 - 8 mei 1970             | Unificación Nacional |
|                          | José Figueres Ferrer (1905-1990)             | 8 mei 1970 - 8 mei 1974             | PLN                  |
|                          | Daniel Oduber Quirós (1921-1991)             | 8 mei 1974 - 8 mei 1978             | PLN                  |
|                          | Rodrigo Alberto Carazo Odio (1926-2009)      | 8 mei 1978 - 8 mei 1982             | Coalición Unidad     |
|                          | Luis Alberto Monge Álvarez (1925)            | 8 mei 1982 - 8 mei 1986             | PLN                  |
|                          | Óscar Arias Sánchez (1940)                   | 8 mei 1986 - 8 mei 1990             | PLN                  |
|                          | Rafael Ángel Calderón Fournier (1949)        | 8 mei 1990 - 8 mei 1994             | PUSC                 |
|                          | José María Figueres Olsen (1954)             | 8 mei 1994 - 8 mei 1998             | PLN                  |
|                          | Miguel Ángel Rodríguez Echeverría (1940)     | 8 mei 1998 - 8 mei 2002             | PUSC                 |
|                          | Abel Pacheco de la Espriella (1933)          | 8 mei 2002 - 8 mei 2006             | PUSC                 |
|                          | Óscar Arias Sánchez (1940)                   | 8 mei 2006 - 8 mei 2010             | PLN                  |
|                          | Laura Chinchilla Miranda (1959)              | 8 mei 2010 - 8 mei 2014             | PLN                  |
|                          | Luis Guillermo Solís (1958)                  | 8 mei 2014 - 8 mei 2018             | PAC                  |
|                          | Carlos Alvarado Quesada (1980)               | 8 mei 2018 - 8 mei 2022             | PAC                  |
|                          | Rodrigo Chaves Robles (1961)                 | 8 mei 2022 - heden                  | PPSD                 |